# Melissa Horn

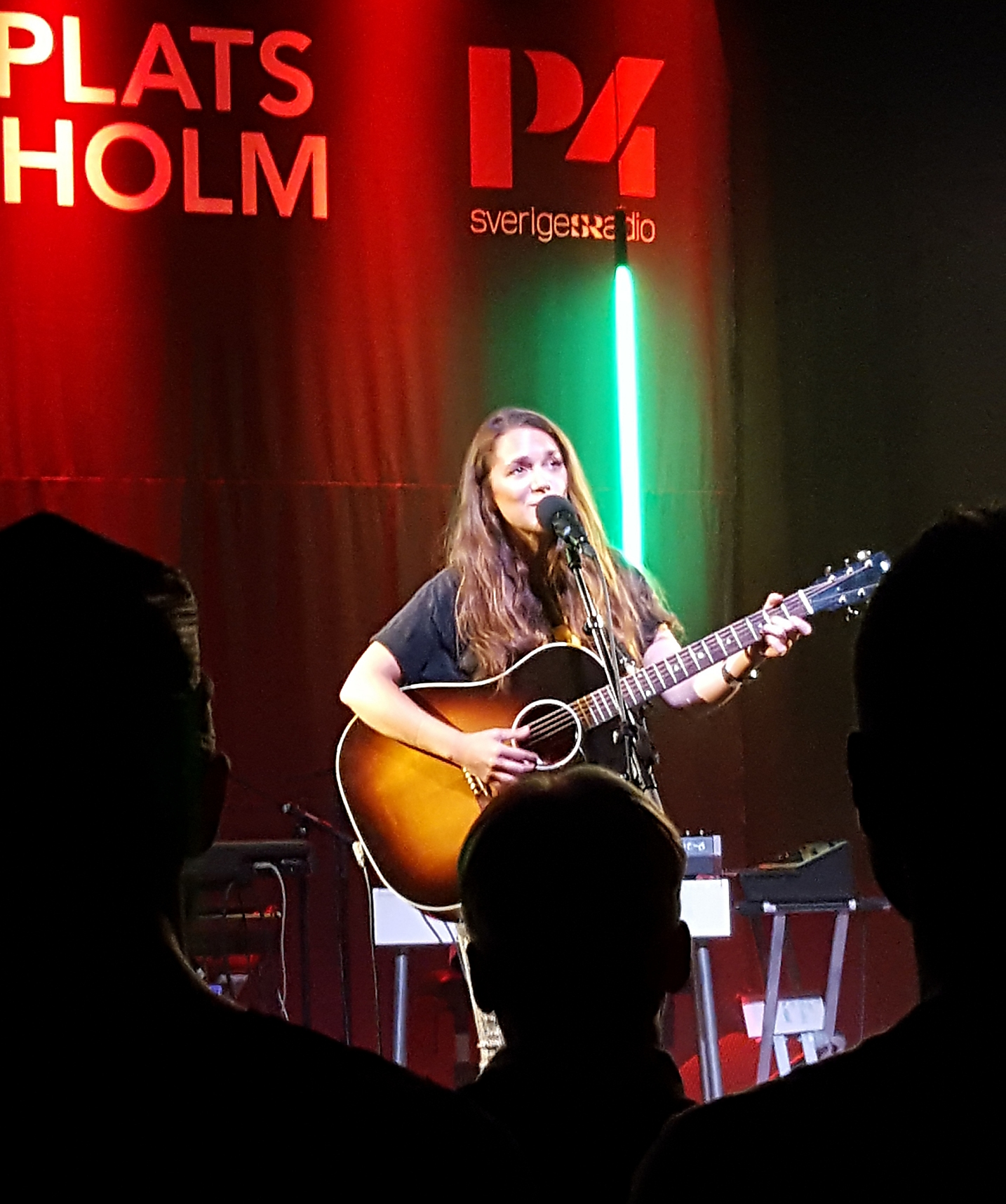
Musikplats Stockholm, 13 september 2019.

Astrid Melissa Edwarda Horn Weitzberg, född 8 april 1987 i Hedvig Eleonora församling, Stockholm, är en svensk vis- och popsångerska och låtskrivare.
Hon debuterade som artist på Sony Music Entertainment med singeln "Långa nätter" i november 2007. Med sju utgivna studioalbum – Långa nätter (2008), Säg ingenting till mig (2009), Innan jag kände dig (2011), Om du vill vara med mig (2013), Jag går nu (2015),  Konstgjord andning (2019) och Den jag kunde blivit - Den jag blev (2024) – har Horn haft listframgångar i Sverige, Norge och Danmark.

## Biografi
Melissa Horn är uppvuxen i Stockholm som dotter till sångerskan Maritza Horn och professorn i anestesiologi Eddie Weitzberg. Då hon var 15 år började hon spela gitarr och skrev sin första låt. Därefter träffade hon en producent och fick skivkontrakt innan hon gått ut gymnasiet. Debutalbumet Långa nätter kom ut 30 april 2008. I duetten "Som jag hade dig förut" medverkar Lars Winnerbäck. Horn har varit förband åt Peter LeMarc 2007 och även på Lars Winnerbäcks turné 2010. Den 14 oktober 2009 kom det andra albumet Säg ingenting till mig och sålde guld. Uppföljaren till detta album producerades våren 2011 för att lanseras den 16 september. Hösten 2011 turnerade hon i Norge, Danmark och Sverige. Hon har uppträtt på ett stort antal festivaler, såsom Malmöfestivalen 2010, 2012 och 2014.
Hon sjöng sången Kungsholmens hamn på minnesceremonin i Oslo 21 augusti 2011 efter massakern på Utøya och bombattentatet i Oslo; hon representerade där Sverige.
Sommaren 2012 mottog Horn Evert Taube-stipendiet och den 25 april 2015 ett stipendium från frimurarlogen Den Nordiska Första ur dess jubelfond för "Den svenska visans bevarande och utvecklande". Den 1 november 2015 introducerade Melissa Horn flera av sina låtar från kommande skivan (som släpptes tre veckor senare) på  Scalateatern i Stockholm i samarbete med Tomas Andersson Wij. Föreställningen sändes i SVT under april 2016.
2019 släppte Horn sitt sjätte album Konstgjord andning efter fyra års uppehåll. Senare samma år gav hon sig ut på en nordisk turné med det nya materialet. 2020 var Horn det årets mottagare av Orusts stora Evert Taube-pris.
Under hösten 2021 var Horn en av deltagarna i den tolfte säsongen av Så mycket bättre. Efter det första avsnittet nådde hon stora listframgångar med sin cover av R&B-sångerskan Cherries låt Lämna han, med en tredje plats på Sverigetopplistan och en andra plats på Svensktoppen som högsta placeringar för versionen.
Efter en turné på våren 2024 med bland annat elva utsålda kvällar på Södra Teatern i Stockholm,  släppte Horn sitt sjunde studioalbum "Den jag kunde blivit - Den jag blev" på hösten samma år med en efterföljande turné.

## Diskografi

### Studioalbum
| Titel                               | Albumdetaljer | Högsta listplaceringar | Högsta listplaceringar | Högsta listplaceringar |
| Titel                               | Albumdetaljer | SVE                    | NOR                    | DAN                    |
| ----------------------------------- | --- | ---------------------- | ---------------------- | ---------------------- |

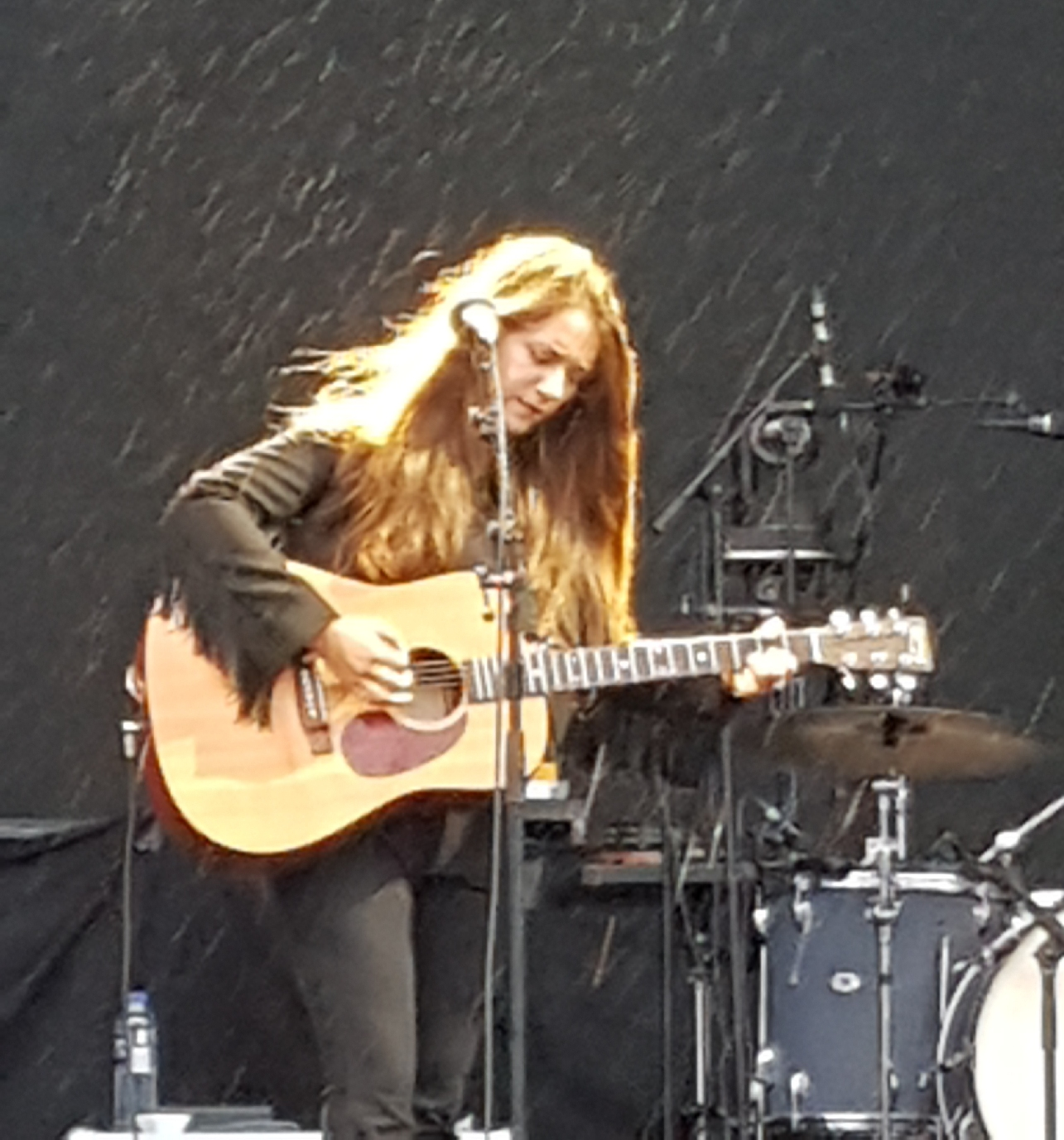
Hedlundadungen i Umeå 18 augusti 2018.

| Långa nätter                        | - Släppt: 30 april 2008 - Skivbolag: Sony Music Entertainment/Arista Records - Format: CD, digital nedladdning    | 7                      | —                      | —                      |
| Säg ingenting till mig              | - Släppt: 14 oktober 2009 - Skivbolag: Sony Music Entertainment - Format: CD, digital nedladdning                 | 4                      | 2                      | 15                     |
| Innan jag kände dig                 | - Släppt: 14 september 2011 - Skivbolag: Sony Music Entertainment/Svedala - Format: CD, digital nedladdning       | 1                      | 3                      | 26                     |
| Om du vill vara med mig             | - Släppt: 2 oktober 2013 - Skivbolag: Sony Music Entertainment/Svedala - Format: CD, digital nedladdning          | 2                      | 1                      | —                      |
| Jag går nu                          | - Släppt: 27 november 2015 - Skivbolag: Sony Music Entertainment - Format: CD, LP, digital nedladdning            | 4                      | 9                      | —                      |
| Konstgjord andning                  | - Släppt: 13 september 2019 - Skivbolag: Sony Music Entertainment - Format: CD, LP, digital nedladdning           | 4                      | 35                     | —                      |
| Den jag kunde blivit - Den jag blev | - Släppt: 6 september 2024 - Skivbolag: Sony Music Entertainment - Format: CD, LP, digital nedladdning, strömning | 6                      |                        |                        |

### EP
| Titel                                | EP-detaljer                                                                                    | Högsta listplaceringar |
| Titel                                | EP-detaljer                                                                                    | SVE                    |
| ------------------------------------ | ---------------------------------------------------------------------------------------------- | ---------------------- |
| Så mycket bättre 2021 - Tolkningarna | - Släppt: 20 december 2021 - Skivbolag: Sony Music Entertainment - Format: Digital nedladdning | 3                      |

### Singlar

#### Som huvudartist
| År   | Titel                                          | Högsta listplaceringar | Högsta listplaceringar | Album / EP                           |
| År   | Titel                                          | SVE                    | NOR                    | Album / EP                           |
| ---- | ---------------------------------------------- | ---------------------- | ---------------------- | ------------------------------------ |
| 2007 | "Långa nätter"                                 | —                      | —                      | Långa nätter                         |
| 2007 | "Kungsholmens Hamn"                            | —                      | 3                      | Långa nätter                         |
| 2008 | "En famn för mig"                              | —                      | —                      | Långa nätter                         |
| 2008 | "Som jag hade dig förut" (med Lars Winnerbäck) | 58                     | —                      | Långa nätter                         |
| 2009 | "Lät du henne komma närmre"                    | 20                     | —                      | Säg ingenting till mig               |
| 2009 | "Jag kan inte skilja på"                       | 52                     | —                      | Säg ingenting till mig               |
| 2010 | "Falla fritt"                                  | —                      | —                      | Säg ingenting till mig               |
| 2011 | "Innan jag kände dig"                          | —                      | —                      | Innan jag kände dig                  |
| 2011 | "Under löven"                                  | 40                     | —                      | Innan jag kände dig                  |
| 2011 | "Jag saknar dig mindre och mindre"             | 35                     | —                      | Innan jag kände dig                  |
| 2013 | "Om du vill vara med mig"                      | 52                     | —                      | Om du vill vara med mig              |
| 2015 | "Du går nu"                                    | 52                     | —                      | Jag går nu                           |
| 2015 | "Jag har gjort det igen"                       | —                      | —                      | Jag går nu                           |
| 2019 | "Du brukade kalla mig för baby" (med Kaah)     | —                      | —                      | Konstgjord andning                   |
| 2019 | "Regnet"                                       | —                      | —                      | Konstgjord andning                   |
| 2019 | "För varje gång"                               | —                      | —                      | Konstgjord andning                   |
| 2021 | "Lämna honom"                                  | 3                      | —                      | Så mycket bättre 2021 - Tolkningarna |
| 2021 | "Aldrig vågat"                                 | 18                     | —                      | Så mycket bättre 2021 - Tolkningarna |
| 2021 | "Lova ingenting"                               | 42                     | —                      | Så mycket bättre 2021 - Tolkningarna |
| 2021 | "Dum av dig"                                   | 48                     | —                      | Så mycket bättre 2021 - Tolkningarna |
| 2021 | "Parklands"                                    | 56                     | —                      | Så mycket bättre 2021 - Tolkningarna |
| 2021 | "Älska mig"                                    | 92                     | —                      | Så mycket bättre 2021 - Tolkningarna |

#### Gästsinglar
| År   | Titel                                            | Högsta listplaceringar | Album / EP |
| År   | Titel                                            | SVE                    | Album / EP |
| ---- | ------------------------------------------------ | ---------------------- | ---------- |
| 2021 | "Om du fanns" (Hampus Nessvold med Melissa Horn) | —                      | i.u.       |
| 2022 | "Dimma" (Maxida Märak feat. Melissa Horn)        | —                      | i.u.       |